# IC 974
IC 974 је ознака објекта на координатама са ректансцензијом 14h 6m 34,0s и деклинацијом - 5° 30" 0'. Открио га је Гијом Бигурдан, 21. маја 1890. Каснијим посматрањима на том положају није уочен никакав астрономски објекат.